# 烏皮揚卡山
12°32′41″S 75°46′57″W / 12.54472°S 75.78250°W
烏皮揚卡山（Upyanqa），是秘魯的山峰，位於該國中南部利馬大區，由科洛尼亞區和萬坦區負責管轄，屬於秘魯中部山脈的一部分，海拔高度5,300米。